# 32525 Kynanhughson
32525 Kynanhughson este o planetă minoră (asteroid) din centura de asteroizi. A fost descoperită pe 21 iulie 2001 la Stația Anderson Mesa de Lowell Observatory Near-Earth-Object Search. 
Obiectul prezintă o orbită caracterizată de o semiaxă mare de 2,3769222 UAi, o excentricitate de 0,23, o înclinație de 1,52369 ° în raport cu ecliptica.